# Víctor Púa
Víctor Haroldo Púa Sosa (ur. 31 marca 1956 w Paso de los Toros) – urugwajski piłkarz, a obecnie trener.

## Kariera piłkarska
Jest wychowankiem klubu Liverpool Montevideo. Przez całe lata 70. grywał w zespołach z Montevideo, chociaż nigdy nie był zawodnikiem żadnego z najbardziej utytułowanych, Nacionalu i CA Peñarol. Później próbował także swoich sił w drużynach zagranicznych: z Paragwaju (mistrzostwo tego kraju z Olimpią Asunción) i Argentyny.
Nigdy nie zagrał w dorosłej reprezentacji, jednak zaliczył kilka występów w kadrze U-20. Jako jeden ze starszych graczy znalazł się w składzie reprezentacji młodzieżowej, prowadzonej wówczas przez Óscara Tabáreza, która zdobyła złoty medal podczas igrzysk panamerykańskich w 1983.

## Kariera szkoleniowa

### 1990–1993: praca w klubie
Pracę szkoleniową rozpoczął na początku lat 90. w River Plate Montevideo. Już w pierwszym sezonie zanotował spadek do II ligi, jednak mimo to nie stracił stanowiska. Pracował w River Plate jeszcze przez trzy sezony; w drugim wywalczył awans do ekstraklasy, a w kolejnym – jako beniaminek ligi – jego drużyna sięgnęła po wicemistrzostwo kraju. Do dziś jest to największe osiągnięcie w historii tego klubu.

### 1993–1997: w reprezentacji juniorskiej i młodzieżowej
W 1993 zrezygnował nie tylko z pracy w River Plate, ale w ogóle z zajęć w piłce klubowej; został pracownikiem Urugwajskiego Związku Piłki Nożnej i jako selekcjoner reprezentacji juniorskiej i młodzieżowej rozpoczął nowy etap w swojej szkoleniowej karierze. Spełnieniem jego pracy w tym charakterze były młodzieżowe Mistrzostwa Świata 1997, na których jego podopieczni – po ograniu rówieśników z Belgii, Malezji, Stanów Zjednoczonych, Francji i Ghany – zdobyli srebrny medal. W meczu finałowym ulegli 1:2 Argentynie, w której składzie grali wówczas m.in. Walter Samuel, Esteban Cambiasso, Juan Román Riquelme i Leo Franco. W drużynie Urugwaju wystąpili natomiast inni przyszli reprezentanci kraju, m.in. Marcelo Zalayeta, Gustavo Munúa, Fabián Héctor Carini, Pablo García, Christian Callejas, Mario Regueiro, Alejandro Lembo, Nicolás Olivera i Fabián Coelho. Kilku z nich (Munúa, Carini, Lembo, Regueiro i Olivera) pięć lat później wzięło udział w Mundialu 2002.
Dwa lata później Púa ponownie poprowadził reprezentację U-20 na młodzieżowych mistrzostwach świata. Tym razem jego podopieczni (m.in. Diego Pérez i Diego Forlán) zajęli czwarte miejsce; w fazie pucharowej pokonali Paragwaj i Brazylię, ale w półfinale nie sprostali Japończykom. W meczu o trzeciej miejsce ulegli 0:1 Mali.

### 1997–2002: w reprezentacji seniorów
Kilka tygodni po pierwszym sukcesie (młodzieżowe wicemistrzostwo świata) Púa zastąpił Roque Máspoliego na stanowisku selekcjonera dorosłej kadry. Pierwszym wyzwaniem, przed jakim stanął, był udział w Puchar Konfederacji 1997, na którym Urugwajczycy startowali jako mistrzowie Ameryki Południowej z 1995. Po zwycięstwach ze Zjednoczonymi Emiratami Arabskimi, Czechami i RPA wygrali grupę, a w drugiej rundzie przegrali po dogrywce z Australią. W meczu o trzecie miejsce ulegli Czechom.
Dwa lata później stanęli przed poważniejszym i bardziej prestiżowym zadaniem: Copa América 1999. Urugwaj doszedł do finału, w którym przegrał 0:3 z Brazylią, a selekcjoner coraz częściej stawiał na swoich dawnych podopiecznych z kadry młodzieżowej. To on wprowadził do dorosłej kadry Cariniego, Coelho, Zalayetę, Inti Podestę, Lembo i Callejasa; wszyscy oni byli członkami drużyny, która zdobyła wicemistrzostwo Ameryki Południowej.
Mimo dużych osiągnięć w pracy z dorosłą kadrą po Copa América działacze Urugwajskiego Związku Piłki Nożnej postanowili na stanowisku selekcjonera zatrudnić bardziej znanego Argentyńczyka Daniela Passarellę; Púa natomiast został jego asystentem. Jednak w połowie eliminacji do Mundialu 2002 Passarella ogłosił, że rezygnuje z pracy z reprezentacją; zdaniem niektórych komentatorów nie wierzył w awans do turnieju, inni zaś twierdzili, że nie potrafił porozumieć się z szefami związku co do zwolnień zawodników na dłuższe zgrupowania kadry. W lutym 2001 stanowisko selekcjonera objął ponownie Púa.
Urugwajczyk dokończył eliminacje; jego drużyna zajęła piąte miejsce i o awans do mundialu musiała walczyć w barażach interkontynentalnych z Australią. Po zwycięstwie w dwumeczu (0:1 i 3:0) po raz pierwszy od dwunastu lat Urugwaj mógł przygotowywać się do udziału w mistrzostwach świata. Na samym turnieju podopieczni Púy nie wyszli z grupy; zanotowali jedną porażkę (1:2 z Danią) oraz dwa remisy (0:0 z mistrzami świata Francuzami i 3:3 z Senegalem). Dużo kontrowersji wzbudził szczególnie ten ostatni mecz: sędzia najpierw niesłusznie podyktował rzut karny dla Senegalczyków, a następnie uznał im gola strzelonego ze spalonego. Niezależnie od pomyłek arbitra selekcjonera Urugwaju krytykowano za trzymanie na ławce Diego Forlána, wówczas gracza Manchesteru United, oraz stawianie na wyeksploatowanych i nieskutecznych zawodników (napastnicy Dario Silva i Sebastian Abreu oraz prawy obrońca Gustavo Méndez). Po mundialu Púa został zastąpiony przez tymczasowego selekcjonera Jorge da Silvę, którego kilka miesięcy później zmienił Juan Ramón Carrasco.

### 2004–2009: powrót do piłki klubowej i młodzieżowej
Do pracy szkoleniowej powrócił dopiero w 2004; został trenerem argentyńskiego Rosario Central, jednak zrezygnował już po dwu meczach z powodu różnicy zdań z zarządem klubu oraz porażki ligowej z Newell’s Old Boys.
Trzy lata później znalazł zatrudnienie w CA Peñarol. Był dyrektorem odpowiedzialnym za sprawy juniorów i młodzieży, a także w 2009 tymczasowo prowadził pierwszą drużynę. Kontrakt z Peñarolem rozwiązał w 2009.

## Sukcesy szkoleniowe
| Kariera piłkarska - Club Olimpia: - mistrzostwo Paragwaju 1982 - reprezentacja Urugwaju U-20: - I miejsce na igrzyskach panamerykańskich 1983 | Kariera szkoleniowa - River Plate Montevideo: - awans do Primera División Uruguaya w sezonie 1991 - wicemistrzostwo Urugwaju 1992 - reprezentacja Urugwaju U-20: - II miejsce na Mistrzostwach Świata U-20 1997 - IV miejsce na Mistrzostwach Świata U-20 1999 - reprezentacja Urugwaju: - awans do Mundialu 2002 i start w tym turnieju (faza grupowa) - II miejsce w Copa América 1999 - IV miejsce w Copa América 2001 - IV miejsce w Pucharze Konfederacji 1997 |  |